# Изюбрь
Изю́брь, или изюбр (Cervus canadensis xanthopygus), — восточноазиатский настоящий олень. Подвид вапити.
Впервые описан в 1869 году в окрестностях Пекина. Обитает в России (Иркутская область, Дальний Восток) и в Китае (Северная Маньчжурия), встречается в Корее и Северном Китае до реки Хуанхэ.
Летом изюбрь держится по теневым склонам лесистых гор, а зимой — по солнцепёкам и в долинах, среди равнинной тайги, где поляны чередуются с перелесками. Любимый летний корм изюбря составляет леспедеца, а зимой — молодые побеги осины, тополя и низкорослой берёзы.